# ATM (Ravenna)
L'Azienda Trasporti e Mobilità (ATM) di Ravenna fu l'azienda che assicurò il servizio pubblico di trasporto urbano nel circondario di Ravenna tra il 1972 e il 2011.

## Storia
L’azienda fu creata nel 1972 come Azienda Trasporti Municipali per coprire l'ambito urbano di Ravenna. In seguito, la rete di trasporto dell'azienda si estese ai collegamenti extraurbani, lungo il litorale ed il forese, e alla gestione del servizio pubblico urbano di Faenza, del traghetto sul Canale Candiano e dei parcheggi a pagamento.
Dal 1º gennaio 2001 l'azienda si costituì in società per azioni e cambiò la ragione sociale in ATM Azienda Trasporti e Mobilità. Il capitale sociale vide la partecipazione della Provincia di Ravenna e dei comuni di Alfonsine, Bagnacavallo, Brisighella, Castelbolognese, Cervia, Conselice, Cotignola, Faenza, Fusignano, Lugo, Massalombarda, Ravenna, Riolo Terme, Russi e Sant'Agata sul Santerno.

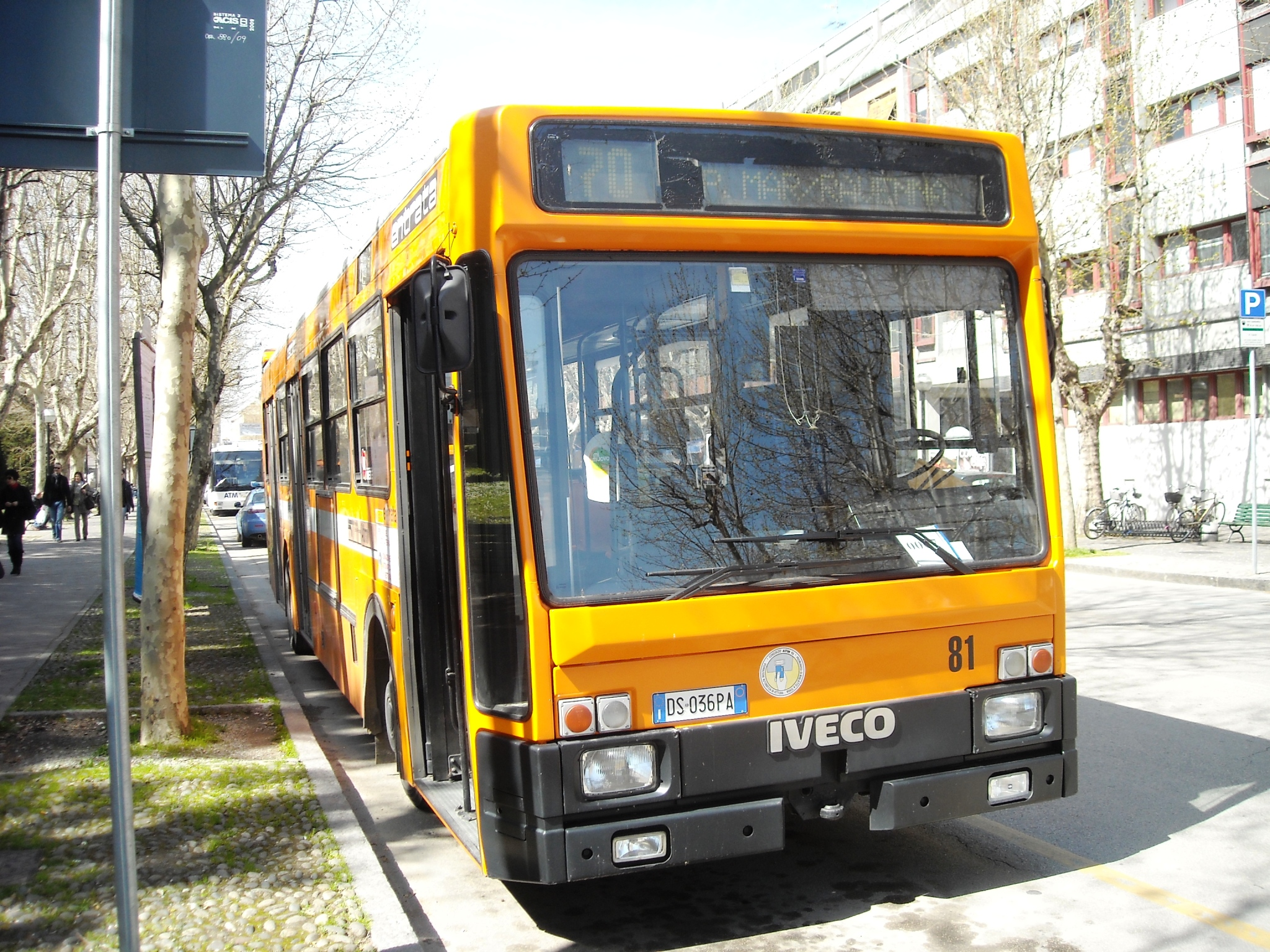
Autobus suburbano Iveco Turbocity in sosta in viale Farini a Ravenna

Dal 1º gennaio 2012, la società confluì in Start Romagna SpA.